# طبقه (فلسفه)
طبقه (به انگلیسی: Class) در اصطلاح منطقیان نوعی است که مقید به یک قید کلی عارضی باشد.
یک طبقه (صنف) از هر چیز جزء معینی از آن است. بنا بر این یک طبقه یک نوع یا یک بخش یا یک حالت از یک چیز است. اختلاف معانی مندرج تحت یک کلی یا به ذاتیات است یا به عرضیات یا به هر دو. اولی را نوع دومی را صنف و سومی را قسم می‌نامند.
بنابراین صنف عبارت است از کلی مقول بر کثیرین که در ذاتیات متفق و در عرضیات متباین باشند.
در فلسفه جدید، صنف به کلی اعم از جنس و نوع، یا بر کثیرین مشترک در یک صنف یا در صفات متعدد گفته می‌شود.